# 克里姆林宫号铁甲舰
“克里姆林宫”号（羅馬化：Kreml，直译：克里姆林宫）是俄罗斯帝国海军于19世纪60年代中期建造的第三艘也是最后一艘佩尔维涅茨级舷侧铁甲舰。该舰建成后加入了波罗的海舰队，并于1869年意外撞沉了一艘俄国巡防舰。该舰于1870年被分配至炮兵训练支队，期间经常更换武器装备。1885年，“克里姆林宫”号在一场风暴过后搁浅，之后被打捞起并重新投入使用。该舰于1904年被列入预备役，并于次年解除武装，最终在1908年被出售拆解。

## 设计
该舰被设计为一艘岸防舰，用于保护通往圣彼得堡的通道，并被称为“自行式装甲水上炮台”。因此，重型武器和防护是该舰设计中最重要的因素。
“克里姆林宫”号全长221英尺（67.4），舷宽53英尺（16.2），平均吃水15英尺（4.6），满载时排水量为3,664長噸（3,723公噸），超出同级舰约300長噸（300公噸）。该舰在舰首装有撞角，但没有同级舰上通移动舰尾撞角。参照其姊妹舰“佩尔维涅茨”号的经验，在水线下12英寸（305）深处安装有20英尺（6.1）长的舭龙骨以减少船舶的横摇。这艘舰的操控性并不好，历史学家斯蒂芬·麦克劳克林（Stephen McLaughlin）指出，这艘船“经常有突然向一边或另一边猛地倾斜”，这可能是由于导向其舵的水流动力不佳所致。该舰需要至少六名水手来操作舵轮，而通常配置下，全舰共有459名军官和水手。
为了降低成本，该舰安装的是从圣彼得堡卡尔和麦克弗森建造的木制护卫舰上拆下翻新的水平筒形蒸汽机。舰载有两个汽缸，每个汽缸的直径为83.6英寸（2,120），行程为36英寸（910）。使用四座矩形火管锅炉产生的蒸汽，驱动一具直径为13英尺6英寸（4.11）的螺旋桨，设计输出功率为870匹指示馬力（650千瓦特），在1866年10月18日的海试中，本舰达到了7.08—8.93節（13.11—16.54每小時；8.15—10.28英里每小時）的最高速度。“克里姆林宫”号的锅炉在服役约十年后就需要更换，尤其是在1876年、1886年、1892年和1901年。为了节省资金，更换上来的锅炉皆取自退役舰只，并在安装到“克里姆林宫”号之前进行翻新。
本舰原计划像同级舰一样装备三桅纵帆式帆装，但首任舰长建议将前桅和主桅改为横帆，以充分利用其更适合航海的舰体。中空的铁制桅杆被用来给下层甲板通风，这也是俄罗斯帝国海军首次使用这样的桅杆。为了在战斗中保护负责测量龙骨下水深的水手，该舰还安装了两根从炮甲板通到底部的测深管。
“克里姆林宫”号配备了俄罗斯帝国当时最强大的17门7.72英寸（196）60磅滑膛炮。其中15门安装在舷侧，2门安装在上层甲板的中轴炮座上作为追击炮。不幸的是在1859年至1860年的试验中，这种炮被证实在200碼（183米）的射击距离下都无法穿透4.5英寸（114毫米）厚的锻铁装甲。此外，该舰还装备了8英寸（203）线膛炮。在其整个服役生涯中，上层甲板上的武器更换得更加频繁，其中包括不同配置的6英寸（152）和8英寸线膛炮，以及数量不等的小型火炮。
该船的装甲配置与其姊妹舰不同，虽然侧面大部分被4.5英寸（110）的铸铁装甲，但装备有同样厚度的横向装甲舱壁保护炮甲板免遭扫射，而舱壁外的舰体上部未受防护。装甲的柚木背板增加到15英寸（381）。“克里姆林宫”号甲板最大厚度为1.14英寸（29）。指挥塔也由4.5英寸厚装甲防护。舰体由四道水密横向舱壁和两道纵向舱壁隔开，以防止来自水下的损害。

## 建造和服役
“克里姆林宫”号得名自克里姆林宫，于1863年4月20日同俄国造船厂塞米尼科夫和波莱蒂卡（Семенников и Полетика）签订了造舰合同，总成本为898,000卢布。但工程尚未开工，俄罗斯海军部委员会于7月20日修改了合同，并额外支付48,000卢布以将工程时间缩短一年。这是由于当年俄罗斯残酷镇压波兰和立陶宛起义引起了外国的强烈反应。海军部随后将造舰的优先权转移到较小型的乌拉甘级浅水重炮舰，以期这些舰艇可以更快完工。因此“克里姆林宫”号的进度在10月2日开工后几乎停滞不前。该舰直到12月23日才正式铺设龙骨，并于1865年8月26日下水。
该舰于1866年加入波罗的海舰队服役。1869年8月15日，该舰与铁甲舰“佩尔维涅茨”号、“彼得罗巴普洛夫斯克”号、巡航舰“奥列格”号以及护卫舰“勇士”号一起在霍格兰海岸参加演习。期间，“克里姆林宫”号撞上了“奥列格”号，致使舰上445名船员中有16人遇难。幸存者被其余四舰救起。“克里姆林宫”号在这次事故中仅受到轻微损坏。1870年3月，该舰被分配至炮兵训练支队，并在这个位置上度过了大部分服役生涯。1881年11月，该舰安装了从铁甲舰“彼得大帝”号号上拆下来的蒸汽动力舵机，这就需要在狭窄的锅炉房内安装一个高压副锅炉。事实证明，这一举措带来的麻烦比其本身的价值要多，因此两年后该举措被取消。1885年6月10日，“克里姆林宫”号在驶往雷瓦尔的途中遭遇风暴，舰身进水严重，因此舰长决定驶往浅水区。但由于轴承过热，发动机被迫停机，最终只能独自航行至爱沙尼亚海岸的昆达湾。到达目的地后，海水继续通过通风井、测深管和内部舱壁有缺陷的阀门不断涌入，舰身进水26英尺（7.9）。五天后，“克里姆林宫”号被重新打捞起并在喀琅施塔得进行修复。1892年2月13日，该舰被重新归类为岸防舰，并于1904年12月24日转为预备役。1905年9月15日，“克里姆林宫”号被解除武装并移交给喀琅施塔得港处置。1908年10月12日，该舰被从海軍名單中除名，并于最终1908年9月8日作为拆解品出售。

## 脚注

### 出处
1. ↑  张恩东 (2018)，第178頁.
2. ↑  袁随善 & 何志刚 (1992)，第159頁.
3. ↑  McLaughlin (2011)，第115頁.
4. ↑  McLaughlin (2011)，第117–119頁.
5. ↑  McLaughlin (2011)，第117, 125–126頁.
6. ↑  McLaughlin (2011)，第119, 126頁.
7. ↑  杨坚 (2017)，第19頁.
8. ↑  McLaughlin (2011)，第114, 121–122頁.
9. ↑  McLaughlin (2011)，第117, 122, 124頁.
10. ↑  Silverstone (1984)，第378頁.
11. ↑  McLaughlin (2011)，第115–116頁.
12. 1 2  McLaughlin (2011)，第119, 121, 128頁.
13. ↑  . Pall Mall Gazette (1416) (London). 1869-08-26 （英语）.
14. ↑  . The Standard (14061) (London). 1869-08-27: 5 （英语）.